# 杉浦正則
杉浦 正則（すぎうら まさのり、1968年5月23日 - ）は、和歌山県出身の元アマチュア野球選手（投手）。日本生命勤務。
社会人野球や日本代表のエースとして活躍し、「ミスターアマ野球」と呼ばれる。日本生命硬式野球部元監督。

## 経歴

### 学生時代
和歌山県伊都郡九度山町出身。九度山町立九度山中学校から和歌山県立橋本高等学校に進む。1986年の春季近畿大会に県予選を勝ち抜き進出。1回戦で京都商に延長12回サヨナラ勝ち、しかし準決勝では比叡山高に惜敗した。同年夏は県予選で敗れ、甲子園には届かなかった。
同志社大学商学部に進学。関西学生野球リーグでは、1990年秋季リーグで5勝を挙げ14季ぶりの優勝に貢献、最優秀選手に選ばれた。続いて出場した明治神宮野球大会でも、決勝で立教大学を延長12回の接戦の末に降し優勝を果たした。リーグ戦では、同じ回生だった立命館大学の長谷川滋利との投げ合いで同立戦を大いに盛り上げた。リーグ通算53試合登板、23勝14敗、防御率1.57。

### 社会人時代
1991年に大学を卒業し、社会人・日本生命に入社。翌1992年の1992年バルセロナオリンピックで日本代表に選出される。抑えとして活躍し銅メダル獲得に貢献した。同年の都市対抗でもリリーフとして起用されるが、熊谷組との決勝では先発し完投勝利。7年ぶり2度目の優勝を飾り同大会の橋戸賞に選ばれる。1993年アジア野球選手権大会では優勝を果たした。1996年アトランタオリンピックでも日本代表に選出され、銀メダルを獲得。1997年の都市対抗でも決勝に進出。日本通運の高橋薫との投げ合いを制し優勝、2度目の橋戸賞を獲得した。同年は社会人ベストナインにも選出されている。
たびたびプロ入りの誘いがあったが、オリンピックで日の丸を背負うことを目標として拒み続けた。アトランタでの銀メダル獲得後には日本のある球団から白紙の小切手を提示され、「社会人として6年間、会社に勤めているんだからお金の価値は分かるよね」と言われたという。1997年の日本選手権を観戦したボビー・バレンタイン（ニューヨーク・メッツ監督）が、杉浦のピッチングに感銘を受けて「来シーズンからメッツで投げて欲しい」とコメントしたが、杉浦は意に介さなかった。このようなアマチュア精神を称え杉浦は「ミスターアマ野球」と呼ばれる。オリンピック通算5勝は世界記録である。
2000年シドニーオリンピックでは、一部プロ選手が参加することが確定していたことから代表入りが困難視されていたが、経験を買われて代表入りを果たし、選手団主将も務めた。また、日本選手団全体の主将に指名された。結果としてメダル獲得はならなかった。
2000年のシーズン後に現役を引退。通常社会人野球選手の引退がスポーツ紙などで記事になることはないが、杉浦引退の報はスポーツ紙で取り上げられたほか、週刊ベースボール誌でもカラーグラビアで取り上げられた。杉浦が在籍していた10年間、日本生命は都市対抗野球大会に連続出場を果たし、このうち2回優勝している。

### 引退後
2001年から2004年までの4年間、投手コーチとしてチームを支えた。2005年は社業に専念したが、2006年からは監督に就任。同年の社会人野球日本選手権大会でチームを決勝まで導いたが、富士重工業に敗れ、準優勝に終わる。2009年シーズン終了後に監督を退任した。
2010年よりNHKで高校野球の解説を担当。夏大会（甲子園）3日目第1試合「中京大中京VS南陽工」戦のテレビ中継で初解説。
監督退任後しばらく社業に専念していたが、2015年5月より社会人野球日本代表投手コーチに就任。
社会人野球日本代表投手コーチを退任後、再び社業に専念。2021年現在は、日本生命 首都圏法人営業第四部法人部長を務めている。
2023年より本部のコーポレートプロモーション部の調査役として異動。

## 主な記録・表彰
- 社会人ベストナイン（投手）：1回 （1997年）
- 社会人ベストナイン特別表彰：2回 （1996年、2000年）
- 都市対抗野球橋戸賞：2回 （1992年、1997年）
- 都市対抗野球10年連続出場表彰（2000年）
- オリンピック通算勝利　5勝（オリンピック記録）